# Фридрих фон Валдбург
Фридрих фон Валдбург (на немски: Friedrich von Waldburg; * 15 януари 1592; † 17 ноември 1636, Кемптен) е фрайхер и трушсес на Валдбург в Траухбург, президент на имперския камерен съд, от 1628 г. имперски граф.

## Биография
Той е най-малкият син (от 14-деца) на фрайхер Кристоф фон Валдбург-Траухбург (* 2 август 1551; † 28 февруари 1612), населдствен трушсес на Валдбург във Фридберг и Шеер (1580), и съпругата му графиня Анна Мария фон Фюрстенберг-Хайлигенберг (* 3 февруари 1562; † 2/12 октомври 1611), единствена дъщеря на граф Хайнрих X фон Фюрстенберг (1536 – 1596) и графиня Амалия фон Золмс-Лих (1537 – 1593). Внук е на трушсес фрайхер Вилхелм Млади фон Валдбург-Траухбург (1518 – 1566) и графиня Йохана фон Фюрстенберг (1529 – 1589). Правнук е на фрайхер и трушес Вилхелм Стари фон Валдбург-Траухбург (1470 – 1557) и Сибила фон Валдбург-Зоненберг († 1536). Праправнук е на Йохан I Стари фон Валдбург-Траухбург (1438 – 1504) и Анна фон Йотинген (1450 – 1517). Роднина е на кардинал Ото фон Валдбург (1514 – 1573), епископ на Аугсбург (1543 – 1573), и на Гебхард фон Валдбург (1547 – 1601), архиепископ и курфюрст на Кьолн (1580 – 1583). Брат е на граф Вилхелм Хайнрих фон Валдбург (1580 – 1652), Кристоф Маркус (1590 – 1617), хауптман на Валдбург.
Фридрих става на 1 юни 1628 г. в Прага имперски граф на Валдбург в Траухбург. Той умира на 44 години на 17 ноември 1636 г. в Кемптен, Алгой, и е погребан в „Св. Георг“ в Изни.

## Фамилия
Фридрих фон Валдбург се жени на 16 ноември 1625 г. за Сузана Куен фон Белази (* 1610; † 15 ноември 1669), дъщеря на фрайхер Йохан Георг Куен фон Белази, граф на Лихтенберг (1574 – 1643/1647) и графиня Вероника Гентилия фон Лодрон-Латерано (* 1581/1584). Те имат четири деца:
- Кристоф фон Валдбург-Траухбург († 16 февруари 1682), домхер в Аугсбург (1649), Пасау (1651) и Залцбург (1660 – 81)
- Йохан Хайнрих Ернст I фон Валдбург-Фридберг-Траухбург (* 1630; † 8 февруари 1687, Дюрментинген), имперски трушсес, фрайхер на Валдбург, граф на Фридберг и Траухбург, имперски граф на Валдбург в Траухбург (14 декември 1674), императорски кемерер, женен 1661 г. за графиня Мария Анна Моника фон Кьонигсег-Аулендорф (* 1644; † 17 декември 1713), дядо на Франц Карл Евзебиус фон Валдбург-Фридберг-Траухбург (1701 – 1772), княжески епископ на Кимзе (1746 – 1772)
- Мария Франциска Евсебия фон Валдбург-Траухбург (* пр. 1654), омъжена за граф Йохан Доминик фон Волкенщайн († 1676)
- Мария Вероника фон Валдбург-Траухбург (* пр. 4 май 1642), омъжена на 2 май 1662 г. в Мюнхен за граф Йохан Максимилиан фон Прайзинг († 19 януари 1668)

Вдовицата му Сузана Куен фон Белази се омъжва втори път на 10 януари 1639 г. за граф Август фон Витцтум-Екщет († 27 юли 1640).